# Hannes Arch
Hannes Arch (Leoben, 22 de septiembre de 1967 - Heiligenblut am Großglockner, 8 de septiembre de 2016) fue un piloto acrobático austríaco que compitió en la Red Bull Air Race World Championship. Su mejor resultado llegó en 2008 cuando se proclamó campeón del mundo de la modalidad, mientras que en 2009, 2010 y 2014 fue subcampeón del mundo.

## Red Bull Air Race
| Hannes Arch en la Red Bull Air Race World Series | Hannes Arch en la Red Bull Air Race World Series | Hannes Arch en la Red Bull Air Race World Series | Hannes Arch en la Red Bull Air Race World Series | Hannes Arch en la Red Bull Air Race World Series | Hannes Arch en la Red Bull Air Race World Series | Hannes Arch en la Red Bull Air Race World Series | Hannes Arch en la Red Bull Air Race World Series | Hannes Arch en la Red Bull Air Race World Series | Hannes Arch en la Red Bull Air Race World Series | Hannes Arch en la Red Bull Air Race World Series | Hannes Arch en la Red Bull Air Race World Series | Hannes Arch en la Red Bull Air Race World Series | Hannes Arch en la Red Bull Air Race World Series | Hannes Arch en la Red Bull Air Race World Series | Hannes Arch en la Red Bull Air Race World Series |
| Año                                              | 1                                                | 2                                                | 3                                                | 4                                                | 5                                                | 6                                                | 7                                                | 8                                                | 9                                                | 10                                               | 11                                               | 12                                               | Puntos                                           | Victorias                                        | Ranking                                          |
| ------------------------------------------------ | ------------------------------------------------ | ------------------------------------------------ | ------------------------------------------------ | ------------------------------------------------ | ------------------------------------------------ | ------------------------------------------------ | ------------------------------------------------ | ------------------------------------------------ | ------------------------------------------------ | ------------------------------------------------ | ------------------------------------------------ | ------------------------------------------------ | ------------------------------------------------ | ------------------------------------------------ | ------------------------------------------------ |
| 2007                                             | DNQ                                              | 4th                                              | 10th                                             | 11th                                             | CAN                                              | 12th                                             | 11th                                             | 10th                                             | 12th                                             | 10th                                             | CAN                                              | 9th                                              | 3                                                | 0                                                | 10th                                             |
| 2008                                             | 2nd                                              | 4th                                              | 3rd                                              | CAN                                              | 2nd                                              | 3rd                                              | 1st                                              | 1st                                              | CAN                                              | 3rd                                              |                                                  |                                                  | 61                                               | 2                                                | 1st                                              |
| 2009                                             | 1st                                              | 3rd                                              | 2nd                                              | 4th                                              | 2nd                                              | 4th                                              |                                                  |                                                  |                                                  |                                                  |                                                  |                                                  | 60                                               | 1                                                | 2nd                                              |
| 2010                                             | 11th                                             | 1st                                              | 1st                                              | 1st                                              | 4th                                              | 1st                                              | CAN                                              | CAN                                              |                                                  |                                                  |                                                  |                                                  | 60                                               | 4                                                | 2nd                                              |
| 2014                                             | 2nd                                              | 1st                                              | 2nd                                              | 1st                                              | 8th                                              | 8th                                              | 5th                                              | 4th                                              |                                                  |                                                  |                                                  |                                                  | 53                                               | 1                                                | 2nd                                              |
| 2015                                             | Emiratos Árabes Unidos · 4                       | Japón 11                                         | Croacia · 1                                      | Hungría · 1                                      | Reino Unido 8                                    | Austria · 12                                     | Estados Unidos 9                                 | Estados Unidos 5                                 |                                                  |                                                  |                                                  |                                                  | 34                                               | 2                                                | 3                                                |
| 2016                                             | Emiratos Árabes Unidos · DSQ                     | Austria · 2                                      | Japón 6                                          | Hungría · 2                                      | Reino Unido 3                                    | Alemania · 5                                     | Estados Unidos DNP                               | Estados Unidos DNP                               |                                                  |                                                  |                                                  |                                                  | 41                                               | 0                                                | 3                                                |

Significado de símbolos:
- CAN: Cancelado
- DNP: No participó
- DNQ: No se clasificó
- DSQ: Descalificado

## Muerte
Arch murió el 8 de septiembre debido al choque, del helicóptero en el que viajaba, contra una cadena montañosa. Otras personas que viajaban con él sufrieron heridas importantes, pero sobrevivieron, mientras que Hannes Arch sufrió importantes lesiones en el cuello, por las que falleció.